# Blic
Blic (en cirílico serbio Блиц, relámpago) es un diario de formato tabloide que se publica en Serbia, y pertenece al grupo Ringier AG de Suiza.
Fundado en 1996, sufrió ligeros cambios de formato durante la década de 2000, pasando a dar mayor importancia en la portada al impacto visual de las noticias. Blic ha llegado a tener unas ventas de 250 000 ejemplares, aunque las últimas cifras rondan los 220 000.

## Propietario
Ringier AG controla Blic a través de su filial local, Ringier d.o.o. (antiguamente Blic Press d.o.o.) una sociedad de responsabilidad limitada. La actual CEO de la compañía es Jelena Drakulić. La sociedad estuvo participada también por Vienna Capital Partners.
Además del diario principal, Blic publica distintos suplementos y una versión, Euro Blic, para la República Srpska.

## Historia
El periódico fue fundado en 1996, por un grupo de hombres de negocios establecidos en Austria, encabezado por Peter Kelbel y Aleksandar Lupšić. En ese momento, Lupšić tenía fuertes lazos con la esposa de Slobodan Milošević, Mira Marković y su partido Izquierda Yugoslava (JUL). El primer número de Blic apareció en 16 de septiembre de 1996, convirtiéndose así en el décimo diario que se publicaba en la República Federal de Yugoslavia en ese momento (los otros nueve eran Politika, Borba, Dnevnik, Pobjeda, Narodne novine, Večernje novosti, Politika ekspres, Naša borba, y Dnevni telegraf).
En sus inicios, Blic dedicó sus contenidos a noticias cortas y simples, con un importante contenido en entretenimiento. Sus primeras tiradas fueron de 50 000 ejemplares, y su precio de un dinar yugoslavo. Su tirada aumentó de forma importante en los primeros meses.
Durante las protestas contra Milošević de noviembre de 1996, Blic siguió una línea editorial crítica con el régimen, realizando una cobertura de los hechos que ignoraron otros medios de comunicación. Este hecho propició una importante subida de ventas del diario (que llegó a las 200 000) pero también despertó la ira del régimen. El gobierno de Milošević intervino el diario, poniendo diversas trabas a su publicación, lo que desembocó en la dimisión de sus editores y el regreso a unos contenidos menos políticos y más frívolos.
Como consecuencia del episodio, Blic perdió rápidamente la mitad de su circulación, así como mucho de su personal periodístico, que dimitió en señal de protesta. Entonces, la dirección contrató a una nueva imprenta, reanudando una línea crítica y pronto aumentó su circulación a cerca de 160 000 ejemplares. Durante las Protestas de octubre de 2000 en Yugoslavia que provocaron la caída de Milošević, Blic fue uno de los diarios que desde sus páginas apoyó las manifestaciones de protesta.
Tras la caída del régimen, Blic se ha destacado por destapar diversos temas de corrupción económica y política en Serbia.